# Gaius Antistius Vetus (Konsul 6 v. Chr.)

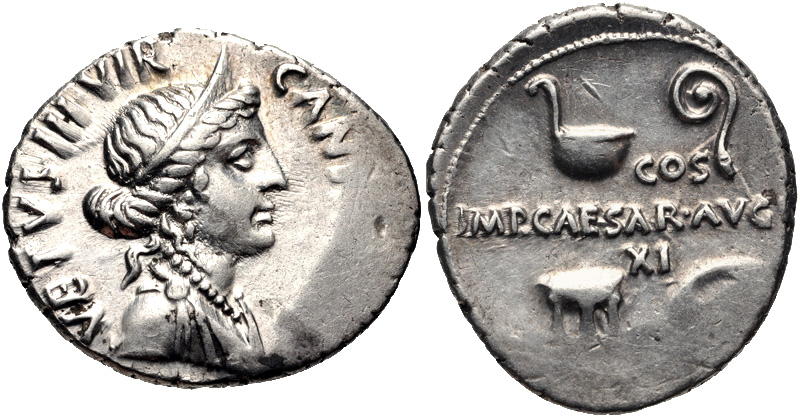
Münze des Jahres 16 v. Chr., deren Herstellung Gaius Antistius Vetus als Münzmeister verantwortete

Gaius Antistius Vetus war ein römischer Senator und Sohn des Suffektkonsuls des Jahres 30 v. Chr., Gaius Antistius Vetus. 16/15 v. Chr. begann er seine politische Karriere als Münzmeister. Im Jahr 6 v. Chr. wurde er ordentlicher Konsul. Danach wurde er Prokonsul der Provinz Asia. Zudem war er Pontifex. Seine Söhne waren Gaius Antistius Vetus und Lucius Antistius Vetus.